# Condecoracions d'Israel

## Condecoracions militars

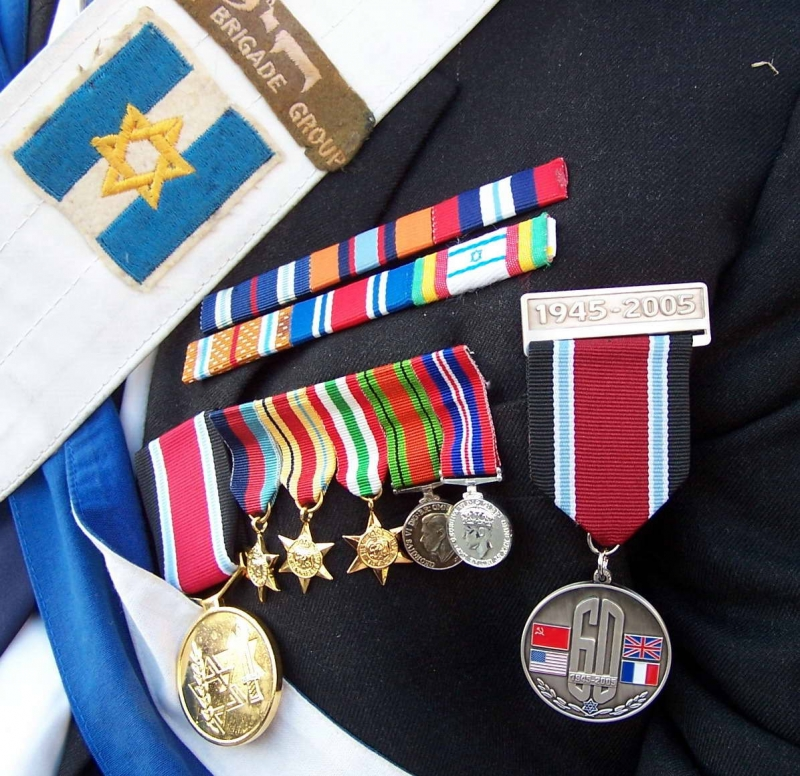
Un veterà israelià lluint medalles diverses

Són les condecoracions atorgades als membres de les Forces de Defensa d'Israel que exhibeixen una valentia i un coratge extraordinaris.
Les condecoracions consisteixen en la Medalla al Valor (la màxima condecoració a les IDF), la Medalla al Coratge i la Medalla del Servei Distingit. També s'inclouen Citacions (Tsalas), que són concedides en quatre classes.
Dos soldats comparteixen el títol de ser el soldat més condecorat de les Forces de Defensa d'Israel: el Seren Nechemia Cohen (1943-1967) i el Rav Aluf Ehud Barak (que esdevindria Ministre de Defensa).

### Condecoracions
- Medalla al Valor (la maxima condecoració)
- Medalla al Coratge
- Medalla del Servei Distingit

### Citations (Tsalas)
- Citació del Cap de l'Estat Major (Ramatkal)
- Citació del Cap de Comandament Regional (Aluf)
- Citació del Comandant de Divisió
- Citació del Comandant de Brigada

### Galons de campanya
Els galons de campanya són atorgats pel servei durant la guerra. En temps de guerra la citació es llueix sobre el galó de campanya.
- Guerra de la Independència
- Guerra del Sinaí
- Guerra dels Sis Dies
- Guerra de Desgast
- Guerra del Yom Kippur
- Primera Guerra del Líban
- Segona Guerra del Líban
- Operació Marge Protector

### Galons de servei
Els galons de servei són atorgats per les activitats en la lluita de l'establiment d'Israel.
- Galó Hashomer
- Galó Nili
- Galó de la Legió Jueva
- Galó de la Haganà
- Galó del Etzel
- Galó del Lehi
- Galó del Mishmar
- Galó dels Combatents contra els Nazis

### D'altres
- Medalla d'Apreciació del Cap d'Estat Major
- Heroi d'Israel (1948)
- Medalla de Qatamon (1948)
- Medalla dels Guerrers de l'Estat
- Condecoració dels Presoners del Mandat
- Condecoració de la Seguretat d'Israel Eliyahu Golomb
- Medalla pel Servei a Israel